# Jaume II de Xipre
Jaume II de Xipre dit «el bastard» o «l'Arquebisbe» (Nicòsia, v. 1438/1440 - Famagusta, 10 de juliol del 1473), era el fill il·legítim de Joan II de Xipre i Marieta de Patres. Encara que havia inniciat la carrera eclesiàstica, aspirava al tron de Xipre, que va usurpar a la seva germanastra Carlota, amb el suport militar dels egipcis.

## Biografia
Jaume era favorit del seu pare, i el 1456, a l'edat de 16 anys, va ser designat arquebisbe de Nicòsia. Després d'assassinar Iacopo Urri, el camarlenc reial l'1 d'abril del 1457, va ser privar de l'arquebisbat i va fugir a l'illa de Rodes en un vaixell del català Joan Tafurer. Va ser perdonat pel seu pare, i l'arquebisbat li va ser retornat.
El seu pare va morir el 1458, i la seva germanastra Carlota va esdevenir reina de Xipre. Jaume va reclamar el seu dret al tron com a fill legitimat el 1459, amb el suport del sultà d'Egipte; el 1460 va retornar amb un destacament egipci, es va apoderar amb poc temps de l'illa i va bloquejar la seva germana, el seu marit, i els seus lleials, al castell de Kyrenia durant tres anys. Quan Carlota va fugir a Roma el 1463, Jaume va ser coronat rei.
En agraïment, feu el seu amic català Joan Tafurer, cap de la Casa Reial i comte titular de Trípoli. Aprofitant la presència dels soldats mamelucs a l'illa, va arrabassar als genovesos la ciutat de Famagusta (6 de gener del 1464), una cosa en la qual els seus predecessors havien fracassat i que li va valer un plus de popularitat (que per altra part li tirava en cara la seva bastardia i l'aliança amb els mamelucs). Sota una acusació de complot més o menys real, va aconseguir desfer-se dels mamelucs, fent-los massacrar, sense per això posar-se en contra la cort del Caire.
Es va casar amb una veneciana de 14 anys, Caterina Cornaro, per poders a Venècia, el 30 de juliol del 1468, a la recerca de suport polític. Finalment Caterina Cornaro va viatjar a Xipre i es va casar en persona amb Jaume II a Famagusta, l'octubre o novembre del 1472.
Jaume va morir uns mesos més tard, enmig d'algunes sospites que podria haver estat enverinat per agents de Venècia, possiblement pels oncles de Caterina. D'acord amb la voluntat de Jaume, Caterina, que estava embarassada, va esdevenir regent. El fill pòstum, Jaume, va morir en circumstàncies sospitoses el 1474 abans del seu primer aniversari, seguint com a regent Caterina Cornaro. Durant el seu regnat, l'illa va ser controlada per mercaders venecians. El 1489 Venècia l'obligà a abdicar, i Xipre va esdevenir una colònia de la República de Venècia fins que va ser capturada pels otomans el 1571.
Abans del seu matrimoni, el rei Jaume II va tenir quatre fills naturals:

- Eugeni de Lusignan, també anomenat Eugeni d'Armènia (m. Venècia, 1536), es va casar amb Paola Mazzara de Sicília, sense successió.
- Janus de Lusignan (mort després del 1552), casat el 1504 amb N. de Toro, i en segones noces el 1547 amb Virgínia Cosanza dei Duchi di Sabn Sava, sense fills.
- Carlota de Lusignan (morta vers el 1469), es va casar després del 1463 amb Sor de Naves
- Carla de Lusignan (1468 - a la presó, a Pàdua, 1480), estava casada o promesa amb Alonso, bastard d'Aragó (1460-1510) fill de Ferran I de Nàpols.